# Décès en 1452
Décès
- 1448
- 1449
- 1450
- 1451
- 1452
- 1453
- 1454
- 1455
- 1456

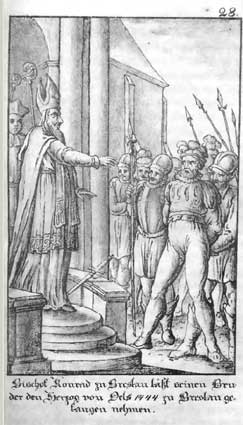
Arrestation de Conrad VII d'Oleśnica, mort le 14 février 1452.

Cette page dresse une liste de personnalités mortes au cours de l'année 1452 :
- février : Fortigaire de Plaisance, religieux.

- 10 février : Švitrigaila, grand-duc de Lituanie
- 14 février : Conrad VII d'Oleśnica
- 22 février :  William Douglas (8e comte de Douglas)
- 3 mars : Pierre Geremia, religieux.
- 9 mars :  Magnus II Tavast, religieux.
- 20 avril : Reinhard III (comte de Hanau) (en)
- 14 mai :  Munjong, roi de Corée.
- 25 mai :  John Stafford (évêque)
- 13 juin :  Jean d'Harcourt, religieux.
- 16 juin : Corneille de Bourgogne
- 26 juin : Gémiste Pléthon, philosophe byzantin.
- 30 juin :  Chöpal Yeshé
- 7 juillet :  Éléonore Cobham, comtesse de Pembroke.
- 25 juillet :  Robert Willoughby (6e baron Willoughby d'Eresby)
- 15 août :  Guillaume d'Opava, duc d'Opava.
- 23 août :  James Butler (4e comte d'Ormonde)
- 4-9 septembre :  Jakub Parkoszowic, recteur.
- 7 septembre :  Jean Wauquelin, écrivain.
- octobre : Nicholas Close (en), religieux.
- 4 octobre :  Boleslas II de Cieszyn, duc de Cieszyn.
- décembre : Sigurd Jonsson
- 2 décembre : Johannes Grünwalder, pseudo cardinal.
- 18 décembre : Jean VII d'Harcourt
- 22-27 décembre : Nicolas V de Krnov, duc de Ratibor, Krnov, Bruntál et Rybnik.
- 31 décembre :  Raoul Roussel, religieux.

Date incertaine
- Li Changqi, écrivain.
- Cyriaque d'Ancône
- Jordi d'Ornos, pseudo cardinal.
- Othon II de Brunswick-Grubenhagen
- Henri X de Chojnów
- Jean de Poitiers (archevêque)
- Bicci di Lorenzo, peintre.
- Tayisung Khan Toghtoa Bukha, khagan des Mongols de la dynastie Yuan du Nord.
- Onorata Rodiani, peintre.
- Bernat Martorell, peintre.
- Jaume Mateu, peintre.
- Neachtan mac Toirdhealbhaigh Ó Domhnaill, roi de Tír Chonaill en Irlande.
- Michael Žygimantaitis (en), prétendant au trône de Lituanie.

## Crédit d'auteurs
- Cet article est partiellement ou en totalité issu de l'article intitulé « 1452 » (voir la liste des auteurs).